# Anathallis puttemansii
Anathallis puttemansii là một loài thực vật có hoa trong họ Lan. Loài này được (Hoehne) F.Barros mô tả khoa học đầu tiên năm 2003.